# Det Liberale Folkepartiet (1992–2017)
Det Liberale Folkepartiet var et norsk politisk parti. Partiet var et liberalistisk parti, som byggede på oplysningstidens traditioner, den sekulære vestlige kulturarv og vestens værdier. Partiet arbejdede for en minimalstat, hvor statens opgave kun er at sørge for politi, forsvar og retsvæsen. Partiet ønskede ikke at staten skal regulere økonomien eller andre samfundsområder.

## Forhistorie og historie
Det traditionsrige norske parti Venstre blev i 1972 splittet på spørgsmålet om Norges medlemskab af EF. Partiets flertal var imod tilslutning, hvorpå jafløjen brød ud og dannede Det Liberale Folkepartiet (1972-1988). Partiet blev dog ingen vælgermæssig succes, og i 1988 vedtog landsmødet at slå sig sammen med Venstre igen. Enkelte medlemmer var dog så utilfredse hermed, at de dannede et nyt socialliberalt parti, De Liberale, hvis vigtigste mærkesag var norsk medlemskab af EU.
De Liberale blev så senere omdannet til Det Liberale Folkepartiet, da dette navn blev frigivet i 1992.
Gennem 1990'erne ændrede partiet karakter og blev mere og mere liberalistisk. I 2017 blev det besluttet at nedlægge partiet. Partiets hjemmeside blev bevaret som et arkiv over de nyhedskommentarer, der blev skrevet i perioden fra 2001 til 2017.

## Organisation
I 2004 oprettede DLF et ungdomsparti ved navn Det Liberale Folkepartiets Ungdom. Ved det konstituerende landsmøde i 2005 blev det vedtaget at navnet skulle ændres til "Liberalistisk Ungdom".
Partiet udgav det liberalistiske "Tidsskriftet LIBERAL" fire gange om året.

## Politik
Partiet hævdede at være konsekvent liberalistisk, og i løbet af 90'erne fangede DLF flere medlemmer fra Fremskrittspartiet. I denne proces udviklede partiet sig til at blive et radikalt liberalistisk parti. På landsmødet i 2001 blev der vedtaget et principprogram som var konsekvent liberalistisk, og alle valgprogrammer efter dette var i samspil med princippet om laissez-faire-kapitalisme.

## Valg
Det lykkedes aldrig partiet at få nogen mandater valgt ved hverken stortings- eller kommunalvalg. I 2004-05 var det dog repræsenteret i kommunestyret i Øvre Eiker kommune, da en af de indvalgte fra Fremskrittspartiet skiftede over til partiet.
Ved stortingsvalget 2005 stillede partiet lister op i Oslo og Hordaland, og fik tilsammen 213 stemmer. Dette udgjorde 0,0081 % af afgivne stemmer, noget som gjorde partiet til det fjerde mindste i Norge målt i tilslutning ved det pågældende stortingsvalg. Ved valget i 2007 stillede partiet kun en liste i Oslo. Her fik de 127 stemmer, og kom næstsidst.

## Ledere for DLF
- 2003–17 Vegard Martinsen
- 2001–03 Arne Lidwin
- 1997–01 Trond Johansen
- 1995–97 Runar Henriksen
- 1992–95 Tor Ingar Østerud